# Transport ferroviaire en Irlande
Le transport ferroviaire irlandais décrit le réseau ferroviaire, existant sur l'ensemble de l'Irlande, c'est-à-dire l'État d'Irlande et l'Irlande du Nord (dépendant du Royaume-Uni), ainsi que les principaux acteurs impliqués dans l'exploitation et la gestion de ce réseau.

## Caractéristiques techniques

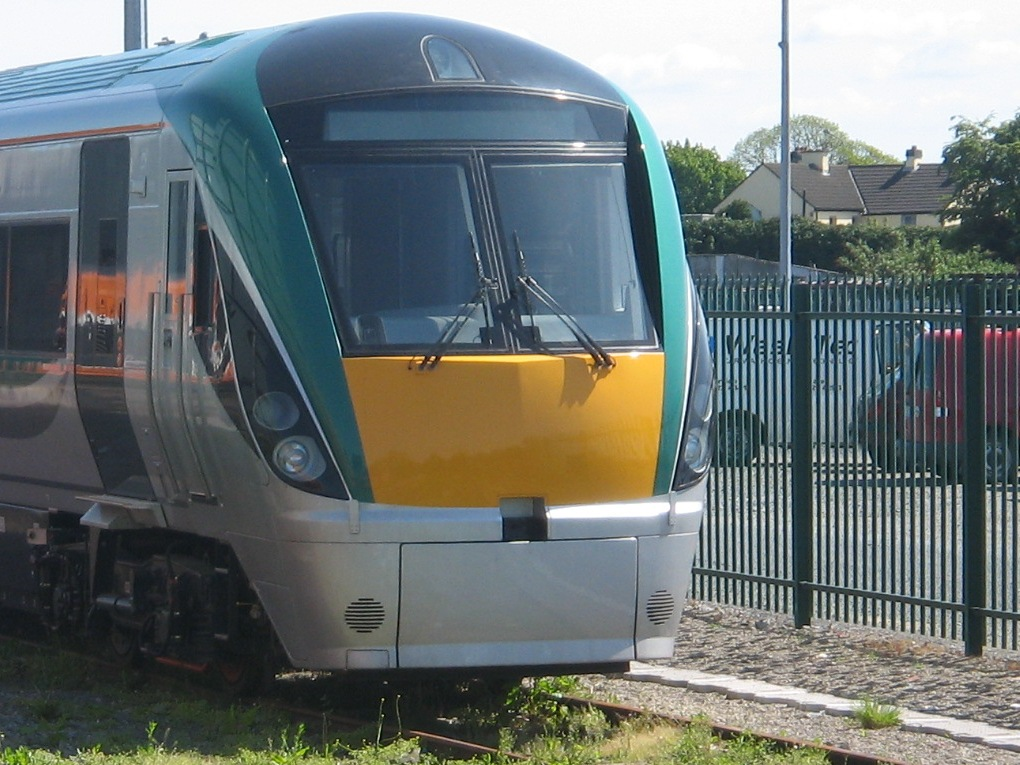
Locomotive du Iarnrod Éireann (DMU Class 22000) à Colbert Station, Limerick, Irlande

La principale caractéristique du réseau irlandais résulte dans l'usage d'un écartement large de 1 600 mm (soit 5 pieds 3 pouces), différent de l'écartement standard de 1 435 mm utilisé dans la plupart des pays européens et notamment en Grande-Bretagne (cependant, en Irlande, on ne trouve ce dernier que pour le réseau de tramway de Dublin).

## Exploitants du réseau
Deux sociétés se partagent l'exploitation du réseau irlandais :
- Iarnród Éireann pour la république d'Irlande, incluant le Dublin Area Rapid Transit (DART) ;
- Northern Ireland Railways pour l'Irlande du Nord.

### Lien externe

Carte des chemins de fer actuels et anciens, des ports et des aéroports en Irlande.

Carte des caractéristiques des infrastructures ferroviaires actuelles.